# ストバートエア
ストバートエア（Stobart Air、正式法人名：Stobart Air Unlimited Company）は、ダブリン9区サントリーに本社を置くアイルランドのコミューター航空会社である。

## 概要
ストバートエアは、エアリンガス・リージョナル、Flybe、BAシティフライヤー、KLMシティホッパーの各ブランドに代わって定期航空便を運営している。ストバートエアは、エアリンガス・リージョナルのコークとダブリン、Flybeのロンドン・サウスエンド、BAシティフライヤーのロンドン・シティ空港、KLMシティホッパーのアムステルダム空港に営業拠点がある。当社は570人以上を雇用している。
エアーアランとして1970年に設立され、2014年の大規模な借り換えによりストバートエアへの名称に変更された。エアーアラン（エアーアラン・リージョナルとして運航）は、アイルランドのダブリンに拠点を置くコミューター航空会社だった。当社は、コーク、ダブリン、シャノンを拠点にエアリンガス・リージョナルに代わって定期便を運航した。

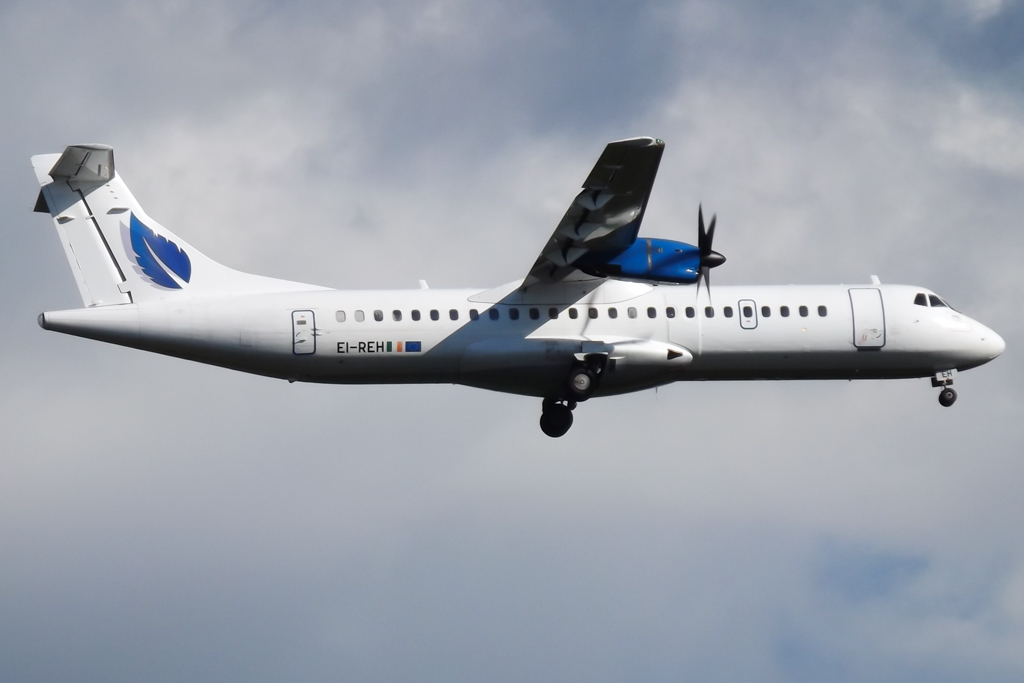
元ストバートエアATR72-200

2014年3月19日、エアーアランは2014年末までにストバートエアに社名を変更すると発表した。

## 歴史

### エアーアラン

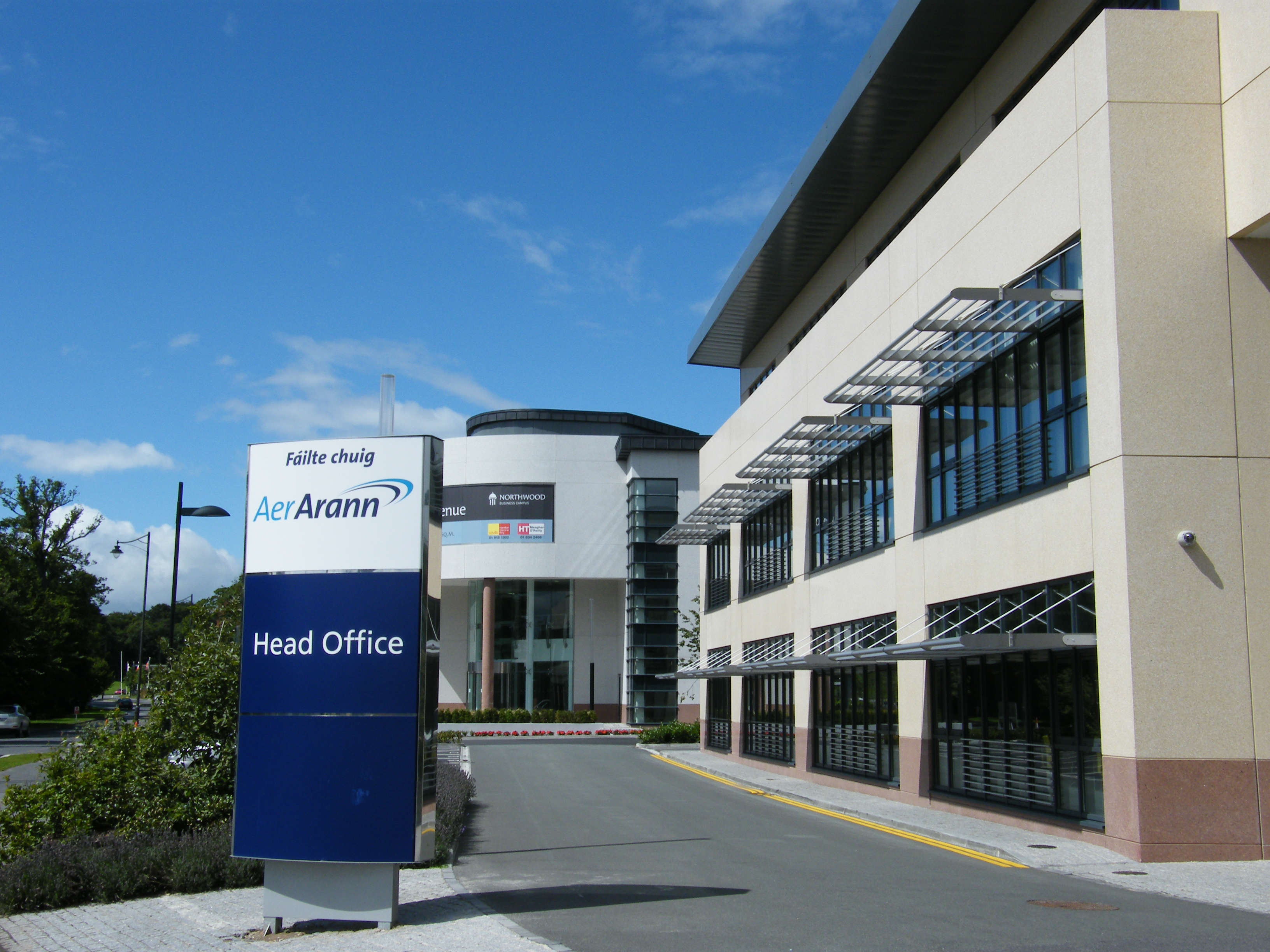
ダブリンのエアーアラン本社（現在はストバート本社）

エアーアランは1970年8月にジェームス・コーエンとラルフ・ランガンによって設立され、アイルランドの西海岸沖のゴールウェイとアラン諸島間の路線をブリテン・ノーマンアイランダーで運航していた。当路線は、コネマーラ空港に移動され、「エアーアラン・アイランズ」として現在運航されている。2019年8月現在でも、島民用および観光用に、ピークシーズン中は1日当たり25便を運航している。
1994年に、パドレイグ・オ・セイディグとユージーン・オケリーがエアーアランを購入した。オ・セイディグとオケリーは、航空会社の路線と機材を拡大し、1998年に定期便を開始した。また、同年にアイルランド政府は、航空会社にドニゴール空港 - ダブリン空港間の公共サービス義務（PSO）路線とスライゴ空港 - ダブリン空港間のPSO路線を与えた。
2002年にイギリスとジャージーへの路線が開始され、2004年にはフランスのブルターニュのロリアンとナントへの路線の導入された。
2007年、エアーアランの売上高は1億ユーロ、乗客数は115万人を超えた。
コリン・ルイスは、2008年に同社のマーケティング実績であるセールス・マーケティング部門の功績が認められ、アイルランド・マーケティング研究所から全アイルランド・マーケティング・リーダー・オブ・ザ・イヤー賞を受賞した。
2008年、エアーアランはネクス航空とフランチャイズ契約を結び、夏の数か月間にBAe146航空機を使用し、アムステルダム、ボルドー、マラガ、ファロへの路線を導入した。ATR 72-500によって運営されていたアムステルダム線は、2009年1月14日に終了した。
2008年10月、乗客の減少により、チャーター便と他の航空会社への航空機とその乗務員のリースに焦点を当てることを含むコスト削減プログラムを実施すると発表した。最大従業員100名の解雇が必要になると述べたが、後に70名に改訂され、20％の削減に相当する。航空会社の主要ルートは変更されないままだった。
2010年1月、エアーアランとエアリンガスはエアリンガス・リージョナルを設立し、新社の下でコークとダブリンにあるエアーアランの拠点を廃止した。
2010年7月、エアーアランはコーク - ベルファスト間とコーク - ダブリン間の路線を2010年8月31日に終了することを確認した。同社のプレスリリースでは、「これらの路線を廃止する必要があり、残念ながら1機がエアーアランから離れ、スケジュールに明らかな影響を与える」と表明を出した。これにより、自社内でコーク空港から運航を行っていないが、エアリンガス・リージョナルのもとでコークでの存在感を拡大し続けていた。
2010年8月26日、エアーアランに審査官が任命された。9月8日に会社の申請についての完全な審理が行われ、エアーアランは裁判所の保護の下、暫定的な審査を経ていた。エアーアランのすべてのフライトは引き続き通常どおり運航し、ダブリンの高等裁判所はエアーアランが2011年に黒字化することを目的とした。
2010年10月、イギリスの物流会社のストバートグループがエアーアランの優先買収社に指名され、2011年3月からロンドン・サウスエンド空港を拠点にし、アイルランドとおそらくフランスまで運航し、同国に拠点を開設すると発表した。同年11月10日に契約は完了した。エアーアランは現在、エバーディール有限会社が所有しており、当時はエアーアランの会長であるパドレイグ・オ・セイディグが67.5％所有していた。27.5％はイギリスを拠点とするビジネスマンであるティム・キルローが所有している。ストバートグループは、2010年11月10日にそれぞれ35ユーロの優先株1ユーロを取得し、5％を保有した。同グループは、保有株式をさらに27.5％から32.5％に増やすことを開始した。
2011年4月7日にエアーアランは、アイルランド政府がダブリンからゴールウェイ、ノック、スライゴへの路線の資金提供を撤回した後、PSO路線を終了することを発表した。

2004年から2011年にかけて使用されたロゴ（一部2014年まで使用された）

2011年10月、エアーアランはゴールウェイ空港からのすべての運航を一時停止することを発表した。これには、エディンバラ、ロンドン・ルートン、ロンドン・サウスエンド、マンチェスター、ロリアンまでの各路線を含む。同社によると、これらの路線は「財政的にもはや実行可能ではない」という。空港の唯一の運営者を失ったことにより、ゴールウェイ空港は40名の一時解雇が必要であることを確認した。
2012年2月8日、エアーアランの最高経営責任者ポール・シュッツが辞任し、ストバート・アイルランドの責任者であるショーン・ブローガンの後任となった。これにより、ストバートグループは航空会社を管理することができるようになり、エバーディール有限会社の5％の持分をさらに27.5％から32.5％増やすオプションを行使するとの憶測を促した。
2012年3月2日、エアーアランが自社で運航するすべてのフライトをエアリンガス・リージョナルに移行するための最終的な話し合いが行われていることが確認された。これは、エアーアランがエアリンガス・リージョナルに代わって運航することを意味し、自主運航を廃止することになる。同年3月14日、エアーアランは、REのフライト番号のロンドン・シティ - マン島線を最後に、2012年4月10日に終了自主運行を廃止することを確認した。すべての路線は3月25日にエアリンガス・リージョナルに移管され、単一のブランドへの路線が合理化された。
2012年11月6日、エアーアランは「持続可能なレベル」まで機能していなかったため、ウォーターフォードから撤退すると発表した。ただし、「ビジネスケースが正当化できる場合」、将来ウォーターフォードに戻る可能性はある。
2012年12月12日、ストバートグループは、エバーディール有限会社の5％の株式を27.5％から32.5％に引き上げるオプションを行使し、さらに12.5％を取得し、株式の45％を取得した。これにより、パドレイグ・オ・セイディグ議長の持分は47.5％に、ティムキルローの持分は7.5％に希釈された。
2013年1月25日、エアーアランのパドレイグ・オ・セイディグ会長が辞任した。したがって、ストバートグループは、2013年2月の初めまでに、エバーディール有限会社の47.5％の株式を購入すると予想されていた。これにより、エアーアランは92.5％の株式を保有できるようになる。
2013年4月30日、エアーアランの所有権が再編された。現在、ストバートグループが45％所有するエバーディール・ホールディングス有限会社が所有している。 その他、インベスコが42％所有、センコス証券が8％所有している。5％は、エアーアランの元会長であるパドレイグ・オ・セイディグが所有している。ストバートグループは、持ち株をさらに55％から100％増やすことにより、完全な支配権を取得するオプションがある。

### ストバートエア
エアーアランは2014年3月19日、2014年末までに社名をストバートエア（Stobart Air）に変更すると発表した。ストバートエアは、ストバートグループが81％、チェンコス証券が10％、エアーアランの元会長であるパドレイグ・オ・セイディグが10％所有するエバーディール・ホールディングス有限会社が所有していた。ストバートグループは、持株比率を100％に引き上げることで、航空会社を完全に制御するオプションを選択した。
2014年3月25日、ストバートエアは多様化した運用環境に応えるため、エアリンガスとFlybeによる北欧とベネルクスにおける6つの路線を6月5日から5年契約で運航することを発表した。2014年11月、ストバートエアはさらに、シティジェットに代わって2014年12月1日からカーディフからエディンバラとパリ＝オルリーの便を運航すると発表した。後者の2つの路線はその後中止された。
2017年2月24日、ストバートグループは、エバーディール・ホールディングスの残りの19％を購入したことにより、ストバートエアの100％の買収を完了した。ストバートグループは、ストバートエアの航空機の多くを調達する航空機リース会社であるプロピウス・ホールディングス有限会社も100％所有した。
2018年4月、ストバートエアはFlybeから2機のエンブラエルE195をウェットリースしている。2018年後半から、ストバートエアのリース会社プロピウスは、リース会社GOALから3機のE195を取得した。これらの航空機は、2018年末までFlybeにリースされた。

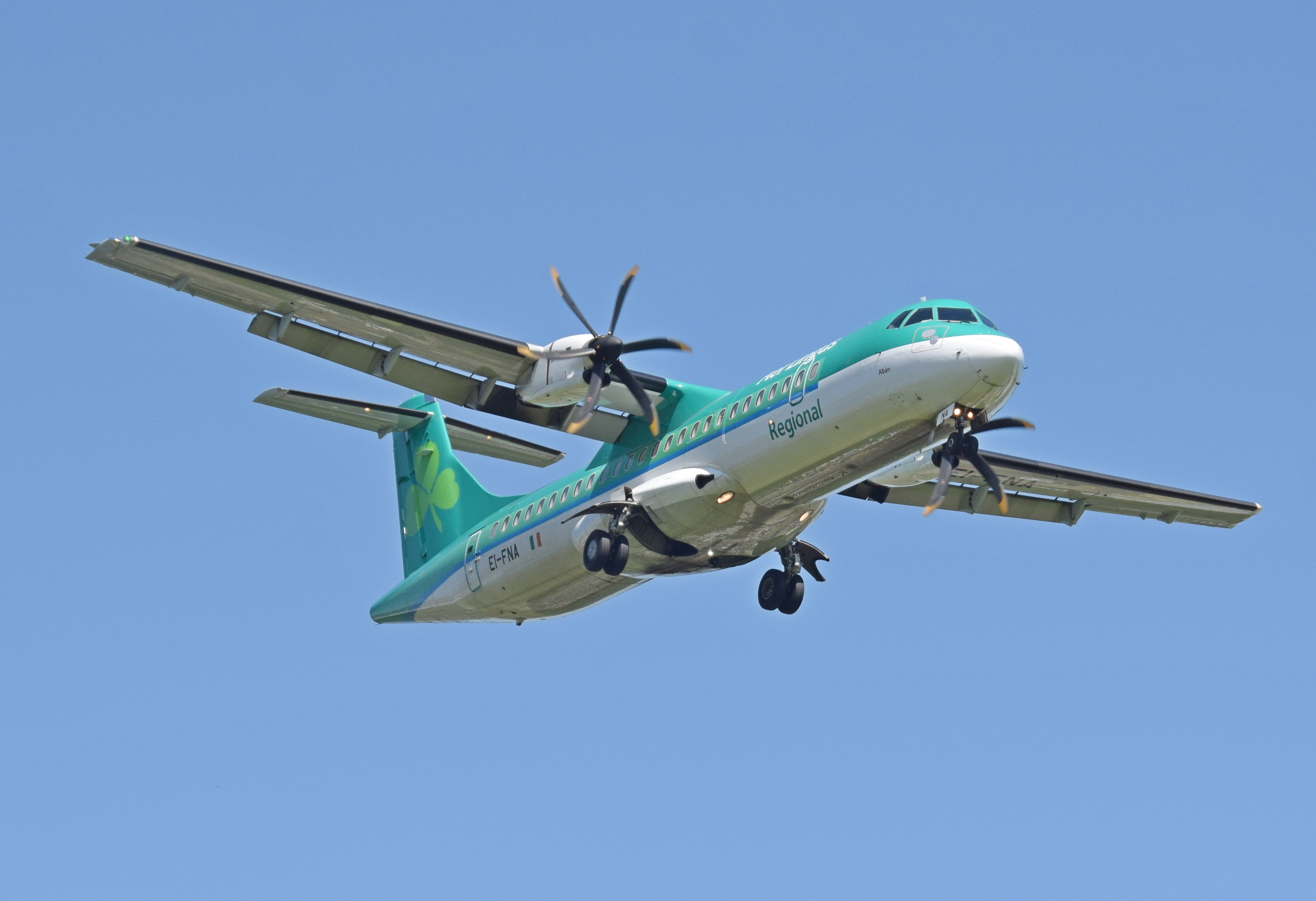
エアリンガス・リージョナルのATR72-600、ストバートエアが運営（2019）

2019年1月11日、ストバートグループとヴァージン・アトランティック航空は、Flybeの買収入札を行うためにコネクト・エアウェイズ（Connect Airways）を設立した。このコンソーシアムはまた、ストバートエアも引き継ぎヴァージンアトランティックのブランドで運営される統合された航空会社を作成することを目的としている。他の航空会社向けのストバートエアのウェットリース事業は引き続き継続される。2019年1月15日に、コネクト・エアウェイズは買収条件を増額し、Flybeの取締役会はそれを受け入れた。アメリカのメサ航空による土壇場の入札にもかかわらず、取引は2019年2月21日に完了した。
2019年2月5日、ストバートエアは、1機のE195をKLMシティホッパーにウェットリースすることにより、アムステルダム・スキポール空港とジュネーヴ空港間を毎日4便、スキポール空港とダブリン空港間を毎日4便運航することを発表した。フライトは2月25日から3月30日の間に実施される。
2020年3月5日、新型コロナウイルス感染症の流行より、経営が悪化し続けている困難のため、Flybeは倒産し、自社とストバートエアが運航するFlybeのすべての路線は中止された。2020年3月18日、コネクト・エアウェイズも倒産した。4月中旬、ストバートグループは、ストバートエアとその姉妹会社であるプロピウス・リースを買い戻す可能性を含め、行政機関と「すべてのオプションを検討する」ことを発表した。
2020年4月27日、ストバートグループはコネクト・エアウェイズの破産管財人からストバートエアとプロピウスリースを買い戻した。ストバートグループは当初、コネクト・エアウェイズに34万4,000ユーロを支払った。この取引は945万ユーロを超える価値があると設定されている。また、ストバートエアは、2022年以降にフランチャイズ契約を拡大するためにエアリンガスと交渉中である。

## 就航先

### エアリンガス
2020年6月現在、エアリンガス・リージョナルとして運航（ウェット・リース）している定期便。

### ブリティッシュ・エアウェイズ
2020年6月現在、BAシティフライヤーとして運航（ウェット・リース）している定期便。

### KLMオランダ航空
2020年6月現在、KLMシティホッパーとして運航（ウェット・リース）している定期便。

## 運航機材
2020年7月現在、ストバートエアの機材は以下の通りである。

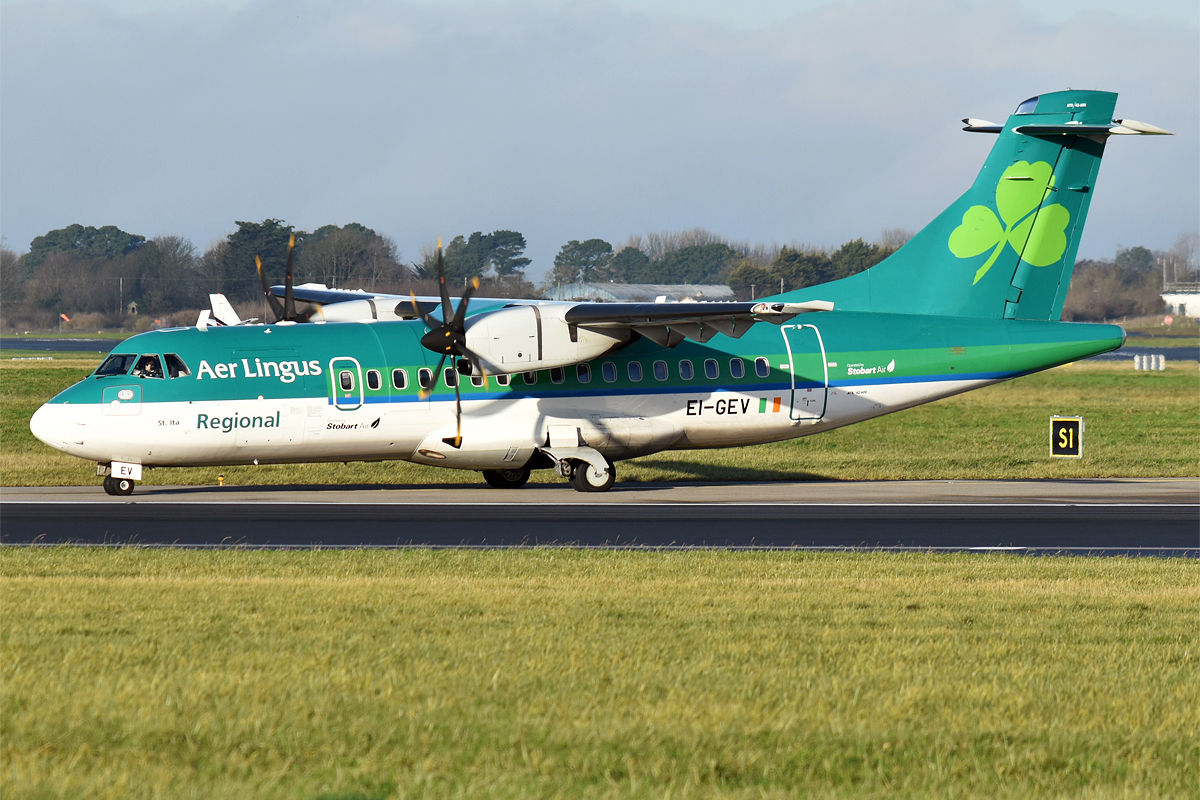
ATR42-600 （エアリンガス・リージョナル）
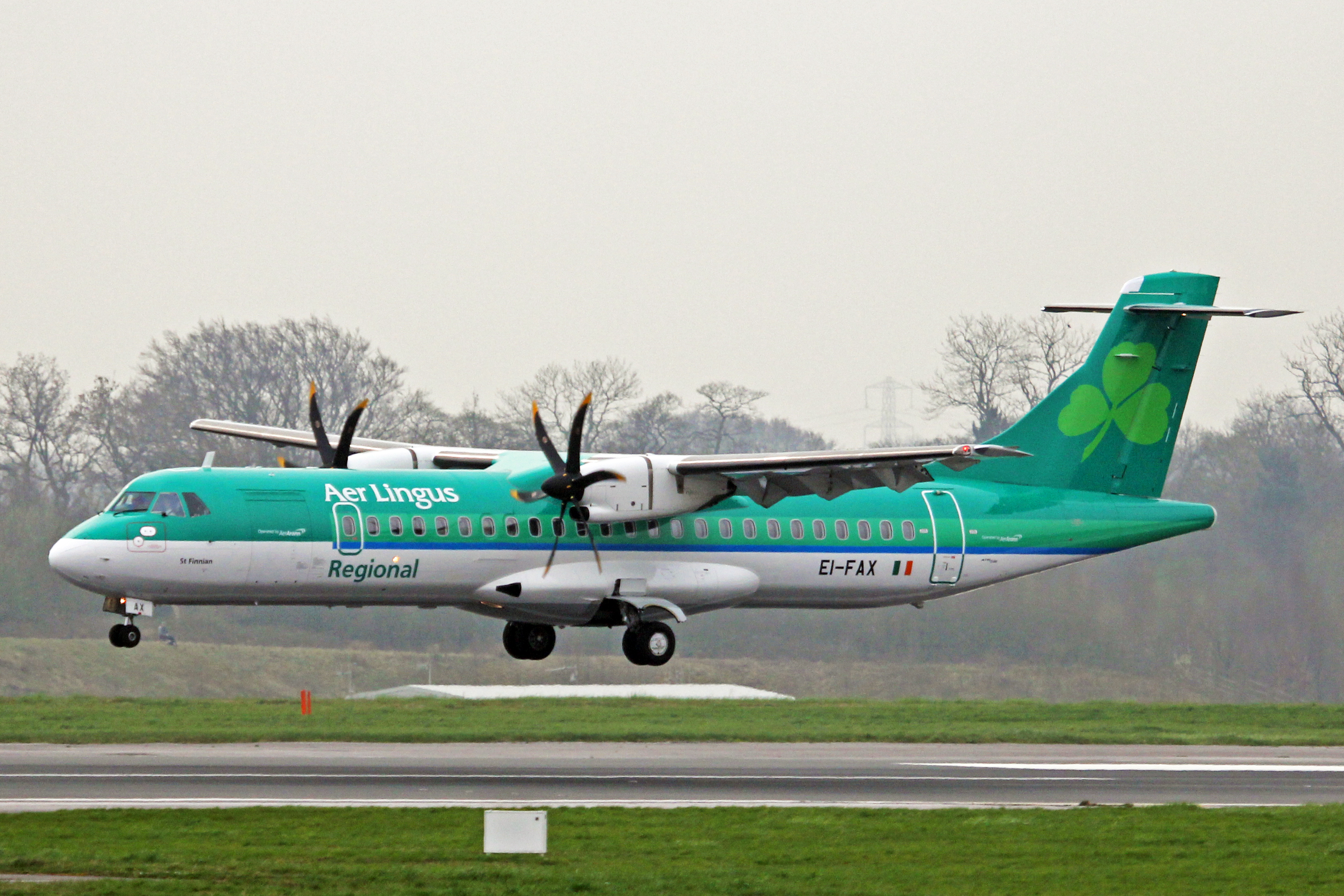
ATR72-600（エアリンガス・リージョナル）
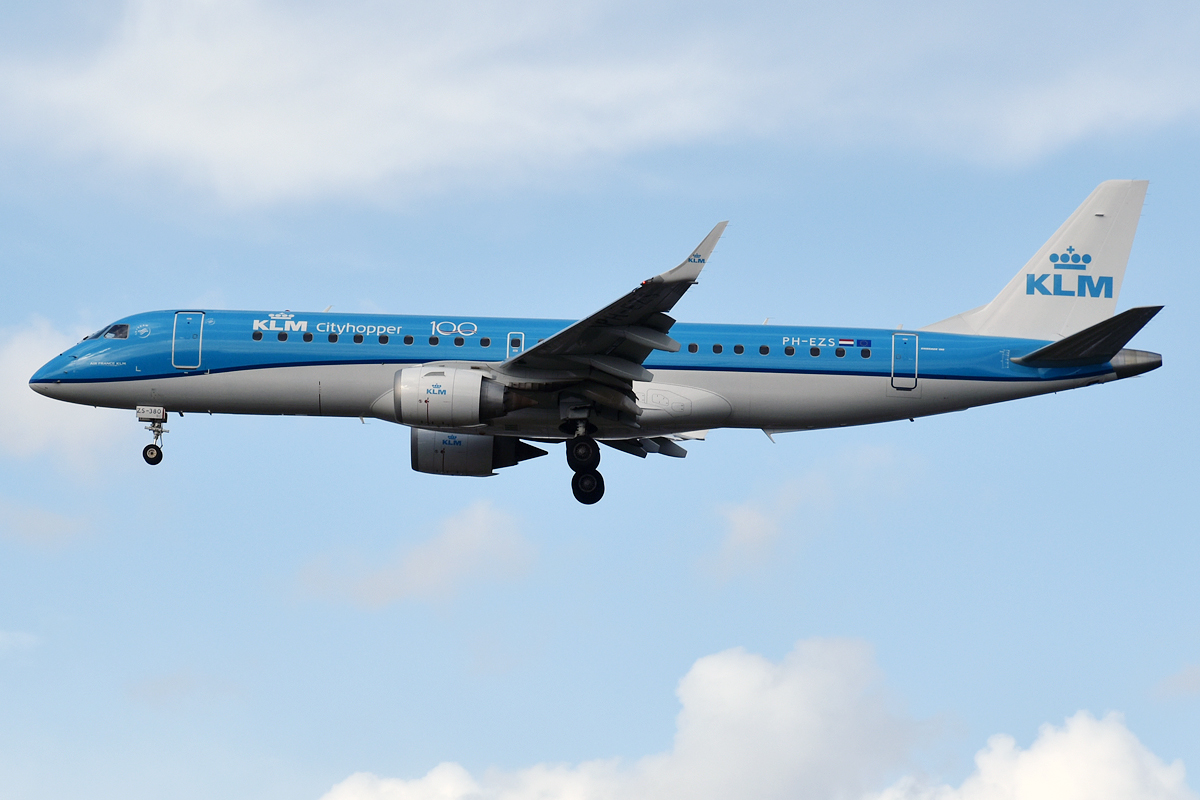
エンブラエルE190（KLMシティホッパー）
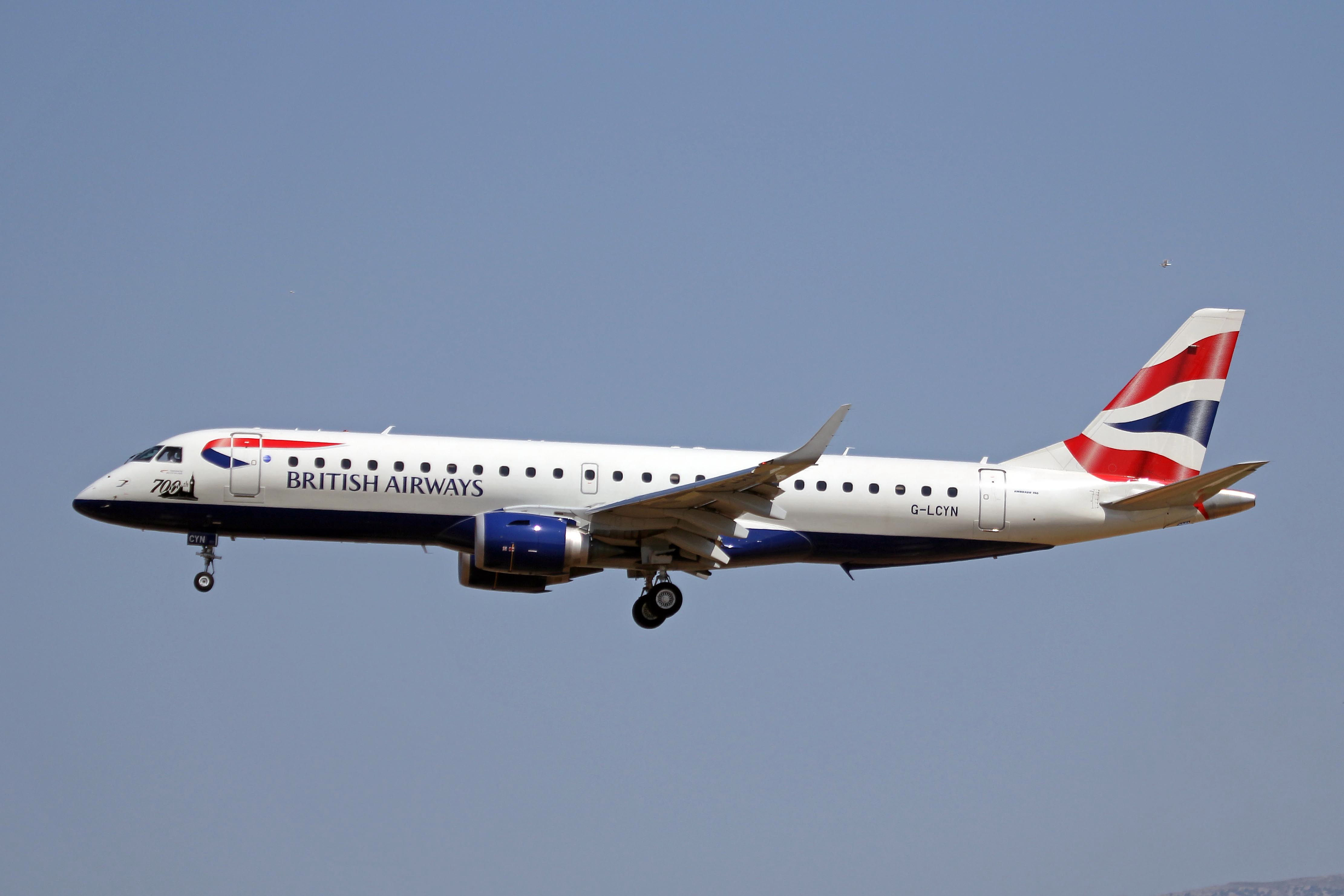
エンブラエルE190（BAシティフライヤー）
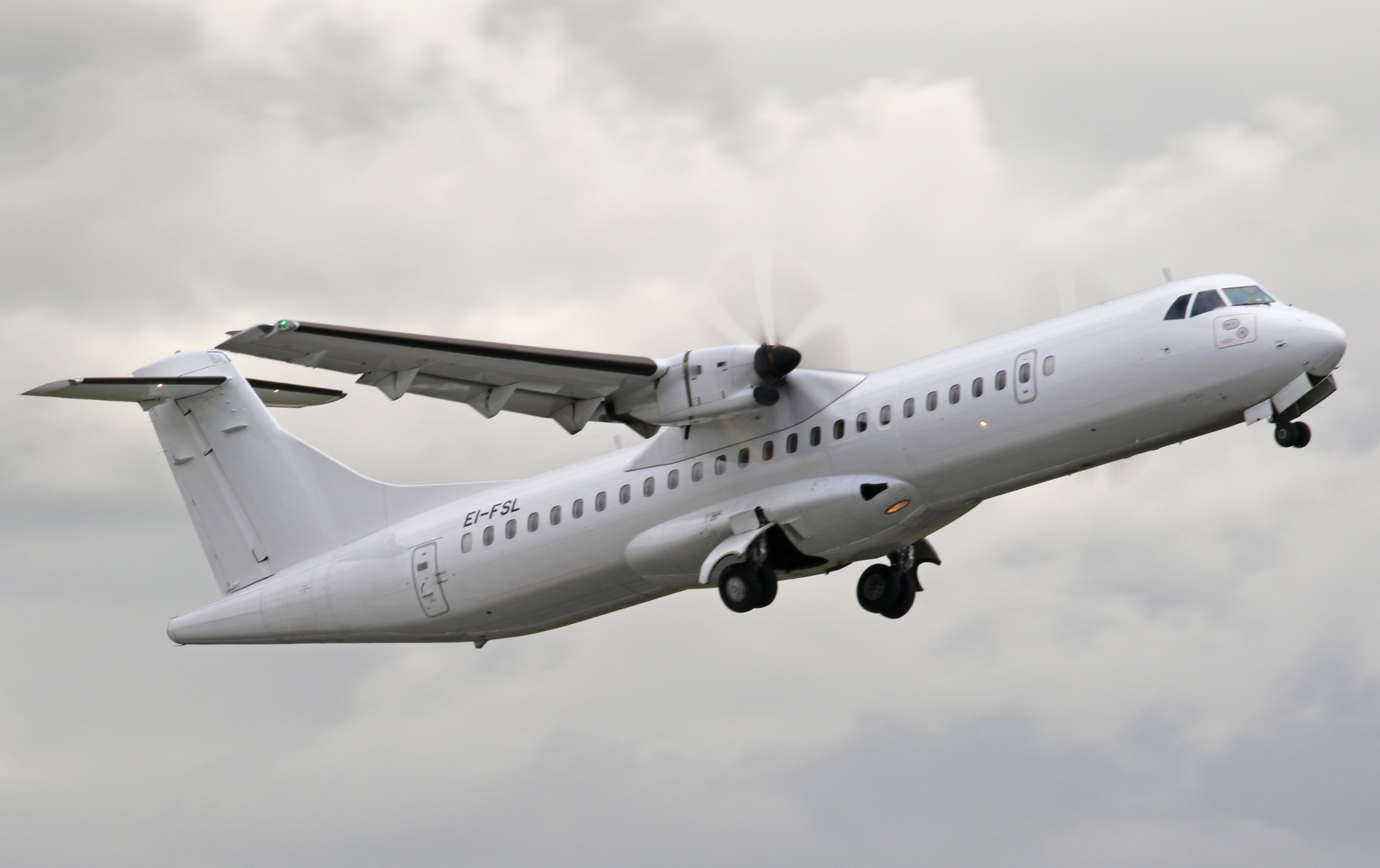
ATR72-600（無塗装で運航することもある）

## 退役機材
2020年6月現在、エアーアランの退役した機材は以下の通りであり、ストバートエアが退役した機材はない。

## サービス

### アビオス
対象フライトは、エアリンガスで親会社であるインターナショナル・エアラインズ・グループのアビオスポイントを獲得できる。これらはアップグレードや割引フライトに利用でき、他の航空会社や割引運賃でもポイントを獲得できる。 

### 機内サービス
ストバートエアは、フランチャイズ先であるエアリンガスとの機内販売を、航空機の設備を調整をすることでサービス提供している。 

## スポンサー
エアーアランはゴールウェイ・ゲーリックフットボールチームのメインシャツスポンサーであり、ロゴはコナート・ラグビーチームシャツの背面にあり、マンスター・ラグビーチームのスポンサーでもあった。
2010年12月17日、エアーアランはゴールウェイ・ゲーリックフットボールチームのスポンサーを終了すると発表した。

## 事故・事件関連
- 2001年2月4日、ダブリンから乗客25名と乗務員3名を乗せたエアーアラン・エクスプレスのショート360-100（登録EI-BPD）は、シェフィールド・シティ空港に着陸した後、修理できないほど損傷した。怪我人はいなかった[39][40]。
- 2011年7月17日、マンチェスターから乗客21名と乗務員4名をのせたATR72-212（登録EI-SLM）がシャノン空港着陸時に前脚が損傷した。怪我人はいなかった[41]。

## エピソード
エアーアランは、1997年のロマンティック・コメディの『The MatchMaker』と2014年の映画の『Calvary』で上映された。